# Bolbopsittacus lunulatus
Il guaiabero (Bolbopsittacus lunulatus (Scopoli, 1786) è un uccello della famiglia degli Psittaculidi, endemico delle Filippine. È l'unica specie del genere Bolbopsittacus.